# クイヴィラ (タイタン)
クイヴィラ（英: Quivira）は、土星の衛星タイタンの赤道近くの大きな高アルベド地形の地名である、フェンサリルとアズトランの中に位置する。
クイヴィラは土星探査機カッシーニによって発見され、2006年に正式名称としてクイヴィラと名づけられた。名前は、伝説上のシボラの七都市のうちのひとつクイヴィラから。